# Vyšná Slaná
Vyšná Slaná je obec na Slovensku v okrese Rožňava.

## Polohopis
Obec leží na Horním Gemeru v severní části Rožňavské okresu, přes kterou protéká řeka Slaná. Údolí je ohraničené vrchy Slovenského rudohoří, ze severu vrchem Javor, z jižní strany Radzimem. Západ údolí uzavírá nejvyšší vrch Stolica a na severozápadě Masná. Z východní strany je údolí otevřené a navazuje na údolí Dobšinského potoka, který se vlévá do řeky Slaná.

## Symboly obce
- Obecní znak má tuto podobu: V zeleném štítě stříbrná zkřížená hornická kladiva na zlatých rukojetích, doprovázená po bocích stříbrnými nebeskými tělesy, vpravo hvězdou, vlevo odvráceným půlměsícem. Ve větším znaku obce Vyšná Slaná je štít ověnčený zlatými ratolestmi a na jeho horním okraji spočívá zlatá purpurem vystlaná a perlami zdobená koruna. Znamení je vloženo do dolu zaobleného tzv. pozdněgotického, nebo také španělského heraldického štítu. I když se v heraldické tvorbě v minulosti používaly různé tvary štítů, tento je v naší erbovní tvorbě nejobvyklejší, používá se ve všech heraldických katalozích se znaky měst a obcí.
- Vlajka obce se skládá z pěti podélných pruhů v barvách zelená (2/9), bílá (2/9), zelená (1/9), žlutá (2/9) a zelená (2/9 ). Vlajka má poměr stran 2:3 a ukončena je třemi cípy, tj. dvěma zástřihy sahajícími do třetiny její listu.
- Zástava obce má podobnou kompozici jako obecní vlajka. Poměr její stran však není závazně stanoven, což znamená, že zástava může být i delší.

## Dějiny
Vyšná Slaná je původem hornická obec se starou a bohatou hornickou historií, která byla známá již v 14. století, což potvrzují i mnohé zápisy, ale i památníky hornictví roztroušeny po celém katastrálním území obce. Dolovalo se zde stříbro, měď, železo, ale také se zpracovávalo v místních hamrech a vysokých pecích. Poslední důl na území obce zanikl v roce 1975. Jelikož hornictví přetrvávalo od vzniku obce, většina občanů byla zaměstnána v dolech a důlních zpracovatelských závodech, jen malé procento se věnovalo zemědělství, povoznictví, pálení dřevěného uhlí a vápna a v pozdějších dobách i ovčáctví.
První písemná zmínka je z roku 1362 kdy obec patřila štítnickým Bebekovcům a jmenovala se Sayowfey. Tento název vyplývá pravděpodobně z překladiště soli na cestě, kterou vozili štítničtí pánové sůl z Polska. Od roku 1472 má už název Felsesayo.
Reformace do obce zasáhla v roce 1590, když tam nastoupil první evangelický farář Juraj Gliksa. Na začátku 18. století zde postavil zeměpán Šebek kúrii, známou dodnes, na níž je zabudován erb. Do roku 1781, do tolerančního patentu, měly Rejdová a Vyšná Slaná jeden církevní sbor, po tomto roce se Rejdová odčlenila. V roce 1837 se začalo s přestavbou nové církevní školy. Velkým přínosem pro obec byla stavba silnice do Rejdové, která byla dokončena až v roce 1938. Kámen na tuto cestu se dovážel z Radzima.
Po I. světové válce mnohé rodiny zůstaly bez živitelů a bída zasáhla skoro všechny rodiny v obci. Východisko z této situace hledaly ve vystěhování za prací do Ameriky. Vystěhovalo se celých 23 rodin.
Po II. světové válce se situace podstatně nezměnila, až v 50. letech se sociální situace zlepšila a byly vytvořeny pracovní příležitosti, počet zaměstnaných v obci narůstal. Po socializaci obce v 60. letech se měnila i zemědělská výroba a do zaměstnání se dostávaly i ženy.
Počet obyvatel se pohyboval v průměru kolem 600 lidí. Největší počet lidí 753 měla obec v roce 1975.
Osídlení obce je v souvislé zástavbě v okolí řeky Slaná na jejích obou březích, řeka je přemostěna 4 železobetonovými mosty. Střed obce je v nadmořské výšce 520 m n. m.

## Obyvatelstvo
V obci je ustálený počet obyvatel. K 31. 12. 2015 žilo v obci 494 obyvatel. Ekonomicky aktivních osob je k tomuto datu 248, z toho mužů je 140 a žen 108, což představuje 47,6% z trvale bydlícího obyvatelstva.

## Kultura
- Pěvecká folklorní skupina Radzim
- Mladá folklorní skupina IMPULS

### Památky
Nejvýznamnější kulturní památkou je evangelický kostel pozdně gotického stylu, postavený v roce 1506, upravený v renesančním stylu v 17. století a v barokním stylu v 18. století. Jednou z málo známých památek je Šebekova kúrie ve středu vesnice, postavená v roce 1700, přestavěna v barokním stylu v 18. století.

### Pomníky
- Památník SNP

### Sport
- Fotbalový klub TJ Družstevník Vyšná Slaná

### Pravidelné akce
- Jánsky turistický výstup na Radzim
- Memoriál Erika Vysokého
- Dětský Juniáles
- Mikulášský večírek

## Infrastruktura
Dopravní cestu tvoří státní silnice I/67 směr Rožňava - Dobšiná, je to silnice I. třídy s odbočkou na Píle, odtud vede silnice III. třídy do obce Vyšná Slaná. Tato dopravní komunikace je dobře udržována až na zimní měsíce, kdy je na úseku pila - Vyšná Slaná omezený výkon zimní údržby. Cesta od odbočky na pile po střed obce Vyšná Slaná je dlouhá 6 km. I když vozovka nemá zpevněný okraj je silnice poměrně bezpečná, protože nemá velký sklon.

### Doprava
Do obce Vyšná Slaná je omezená autobusová doprava. Autobusy jezdí do obce z autobusového nádraží Dobšiná. Přestupní stanicí je zastávnka Píla, kde se přestupuje z obou směrů na Vyšnou Slanou. V pracovních dnech zajíždí do obce 15 spojů, stejný počet jich z obce odjíždí. Složitější situace je v sobotu a neděli, kdy je omezený počet spojů do obce. Z hlediska turistického ruchu v rekreačním středisku Július a na chatě Radzim to nemá až tak velký dopad, jelikož přestupní stanice u pily je necelé 3 km od rekreačního střediska Július a cesta má mírný sklon, takže se dá zvládnout i pěšky.

### Důležité firmy
- Radzim FK s.r.o. Vyšná Slaná
- Casíno Radzim
- Potraviny ORCHIDEA
- Rekreační středisko Július
- Chata Radzim
- Zemědělské družstvo Vyšná Slaná
- Lesní společnost PS Vyšná Slaná

### Školství
O předškolní výchovu nejmladších dětí se stará mateřská škola, která má sídlo v budově obecního úřadu na patře se samostatným vchodem. Mateřská škola nemá právní subjektivitu, patří pod obecní úřad. Mateřskou školu navštěvuje 15 dětí ve věku od 2 let do 5 let, má velmi dobré vybavení včetně tělocvičny.
Základní škola v obci není, žáci dojíždí do základní školy do Rejdové, která je vzdálená od Vyšné Slané 3 km. Pravidelně jezdí žákovský autobusový spoj, který vozí žáky do školy i ze školy. Do středních škol a středních odborných učilišť studenti dojíždí do Dobšiné, která je vzdálená 9 km a do Rožňavy, vzdálené 30 km.

### Osobnosti obce
- Michal Steigel (* 1769 – † 1829), filozof, básník
- Juraj Daniel-Szabó (* 1919 - † 1990), fyzik
- Fraňo Kráľ (působil jako učitel v obci 1928-1930), spisovatel

## Partnerské obce
- Sayokorostur, Maďarsko, 2002
- Wende, Německo, 2001